# 谢蒂尔·安德烈·奥莫特
谢蒂尔·安德烈·奥莫特（挪威語：Kjetil André Aamodt，1971年9月2日—），挪威男子高山滑雪运动员。他曾代表挪威参加1992年、1994年、1998年、2002年和2006年冬季奥林匹克运动会高山滑雪比赛，获得四枚金牌、二枚银牌和二枚铜牌。